# Brachymeria encarpae
Brachymeria encarpae är en stekelart som beskrevs av Ubaidillah 1996. Brachymeria encarpae ingår i släktet Brachymeria och familjen bredlårsteklar.
Artens utbredningsområde är Thailand. Inga underarter finns listade.